# Vincent Jay
Vincent Nicolas Jay (Saint-Martin-de-Belleville, 18 de mayo de 1985) es un deportista francés que compitió en biatlón. Está casado con la esquiadora Marie Marchand-Arvier.
Participó en los Juegos Olímpicos de Vancouver 2010, obteniendo dos medallas, oro  en la prueba de velocidad y bronce en persecución.

## Palmarés internacional
| Juegos Olímpicos | Juegos Olímpicos   | Juegos Olímpicos  | Juegos Olímpicos |
| Año              | Lugar              | Medalla           |                  |
| ---------------- | ------------------ | ----------------- | ---------------- |
| 2010             | Vancouver (Canadá) | Medalla de oro    | Velocidad        |
| 2010             | Vancouver (Canadá) | Medalla de bronce | Persecución      |